# Kazimierz Marowski

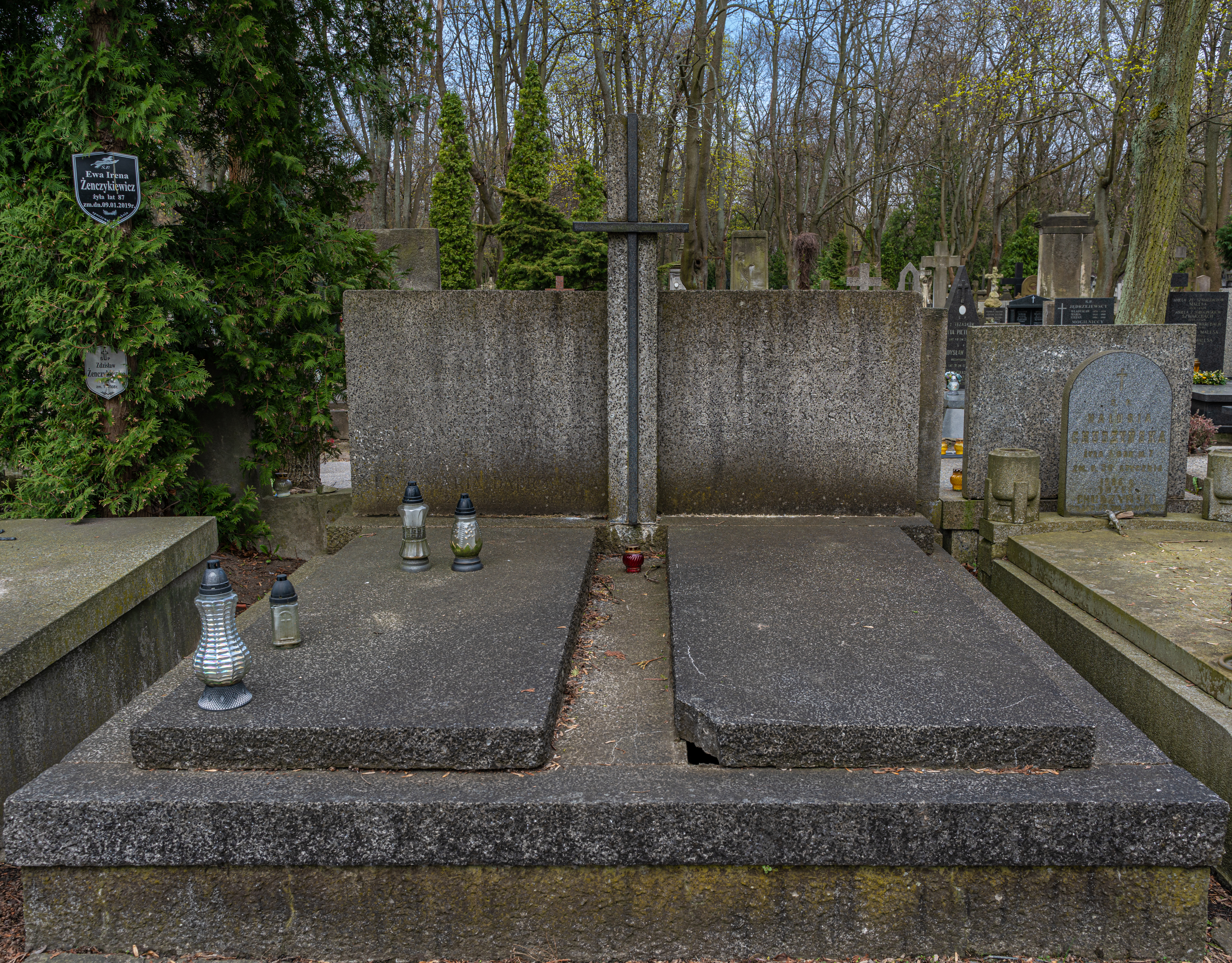
Grób Kazimierza Marowskiego na cmentarzu Powązkowskim

Kazimierz Marowski (ur. w 1871 w Andrychowie, zm. 19 stycznia 1926) – polski prawnik, karnista, sędzia, prokurator.

## Życiorys
Ukończył studia prawnicze na Uniwersytecie Jagiellońskim. Uzyskał w 1894 stopień naukowy doktora praw. W okresie zaboru austriackiego w ramach autonomii galicyjskiej został urzędnikiem wymiaru sprawiedliwości. Pełnił funkcje sędziego śledczego, zastępcy prokuratora państwa, a z tej funkcji w 1910 c. k. minister sprawiedliwości mianował go na stanowisko prokuratora państwa. W 1913 habilitował się na podstawie pracy pt. Ochrona tajemnicy listowej ze szczególnym uwzględnieniem prawa karnego austriackiego, prowadził wykłady z zakresu prawa karnego na Wydziale Prawa Uniwersytetu Jagiellońskiego.
Po odzyskaniu przez Polskę niepodległości na początku istnienia II Rzeczypospolitej został pierwszym prokuratorem Sądu Najwyższego. Z tej funkcji w grudniu 1918 został mianowany szefem sekcji w Ministerstwie Sprawiedliwości (jego poprzednikiem był Józef Światopełk-Zawadzki). Był członkiem Komisji Prawniczej w ramach Akademii Umiejętności.
2 maja 1923 został odznaczony Krzyżem Komandorskim z Gwiazdą Orderu Odrodzenia Polski „za zasługi, położone na polu nauki prawniczej i administracji sądownictwa w Rzeczypospolitej Polskiej”.
Zmarł 19 stycznia 1926. Pochowany na cmentarzu Powązkowskim w Warszawie (kwatera 91-2-17/18).